# Walkerz
Walkerz (storpiatura dell'inglese walkers, "camminatori") è un videogioco d'azione per Commodore 64, sviluppato da un trio di autori cechi chiamato New Entry e pubblicato nel 1995 dalla Electric Boys Entertainment Software (EBES) di Purley. All'epoca il Commodore 64 era ormai fuori produzione e Walkerz fu pubblicato solo tramite ordine postale. Ricevette comunque giudizi discreti da alcune delle poche riviste europee dedicate al Commodore 64 che erano ancora attive.

## Modalità di gioco
Il giocatore deve far arrivare sani e salvi alla loro destinazione una serie di omini che camminano costantemente in avanti noncuranti del pericolo, in modo vagamente simile al classico Lemmings. L'ambiente di gioco è bidimensionale con visuale fissa di lato e gli omini camminano su piattaforme, a volte anche in pendenza. Sulle piattaforme ci sono due o più buchi nei quali gli omini non devono cadere, e un solo buco alla volta è chiuso da un ponticello che lo rende innocuo. Il compito del giocatore è spostare istantaneamente il ponticello da un buco all'altro, spingendo il joystick nella direzione approssimativa in cui si trova il buco da chiudere. Diversi omini attraversano contemporaneamente lo schermo in vari punti e il gioco consiste quindi nell'avere rapidi riflessi per chiudere di volta in volta il buco dove sta per passare un omino.
Gli omini si muovono a velocità tra loro diverse ed entrano in gioco, in ordine apparentemente casuale, attraverso dei portali oppure dai due lati dello scenario. Anche la destinazione di uscita di ciascun omino può essere un portale o un lato dello schermo. Ci sono uno o più percorsi fissi che vengono attraversati in entrambi i sensi.
Ogni volta che un omino precipita in un buco si sfracella e il giocatore perde una vita, senza che l'azione venga interrotta. Si guadagna una vita per ogni 100 omini arrivati a destinazione.
Ci sono in tutto 30 livelli, tutti di conformazione differente, con un numero variabile di percorsi per gli omini e di buchi. In ogni livello passa un totale di 50 omini.
Il gioco ha un accompagnamento musicale, ma è privo di effetti sonori.